# Гиппал (лунный кратер)
Кратер Гиппал (лат. Hippalus) — останки крупного древнего ударного кратера в восточной части Моря Влажности на видимой стороне Луны. Название присвоено в честь древнегреческого мореплавателя Гиппала (I век до н. э.) и утверждено Международным астрономическим союзом в 1935 г. Образование кратера относится к нектарскому периоду.

## Описание кратера
Ближайшими соседями кратера являются небольшой кратер Леви на северо-западе; крупный кратер Агатархид на севере; крупный кратер Буллиальд на северо-востоке; небольшой кратер Кениг на востоке-северо-востоке; останки кратера Кис на востоке-юго-востоке; кратер Кампано на юго-востоке; маленький кратер Данторн на юге; а также крупный кратер Витело на юго-западе. Через кратер в меридиональном направлении проходят борозды Гиппала; на севере от кратера находится борозда Агатархида; на востоке располагается Море Облаков; на юго-востоке — уступ Меркатора; на юге лежит Болото Эпидемий; на юго-западе мыс Кельвина в Море Влажности. Селенографические координаты центра кратера 24°55′ ю. ш. 30°25′ з. д. / 24,92° ю. ш. 30,42° з. д., диаметр 57,4 км, глубина 0,9 км.
Кратер затоплен лавой, над поверхностью выступает только часть вала, юго-западный сектор вала отсутствует, таким образом кратер формирует залив в Море Влажности. Средняя высота вала кратера над окружающей местностью 1180 м, объем кратера составляет приблизительно 2700 км³. Дно чаши кратера разделено пополам идущей с севера на юг широкой бороздой относящийся к системе борозд Гиппала. К востоку от борозды дно чаши кратера пересеченное, имеет ряд невысоких хребтов, западная часть чаши ровная. В южной части чаши находится яркий сателлитный кратер Гиппал A (см. ниже).
Дно чаши кратера Гиппал имеет яркость 2½° по таблице яркостей Шрётера.

## Сателлитные кратеры
| Гиппал | Координаты                                            | Диаметр, км |
| ------ | ----------------------------------------------------- | ----------- |
| A      | 23°49′ ю. ш. 32°51′ з. д. / 23,82° ю. ш. 32,85° з. д. | 7,6         |
| B      | 25°14′ ю. ш. 30°23′ з. д. / 25,23° ю. ш. 30,39° з. д. | 5,0         |
| C      | 24°08′ ю. ш. 30°38′ з. д. / 24,14° ю. ш. 30,64° з. д. | 3,3         |
| D      | 23°40′ ю. ш. 32°06′ з. д. / 23,67° ю. ш. 32,1° з. д.  | 22,4        |

- Сателлитный кратер Гиппал B включен в список кратеров с яркой системой лучей Ассоциации лунной и планетарной астрономии (ALPO)[5] и в список кратеров с темными радиальными полосами на внутреннем склоне Ассоциации лунной и планетарной астрономии (ALPO)[6].